# Bourovec pryšcový
Bourovec pryšcový (Malacosoma castrensis) je noční motýl z čeledi bourovcovitých, vyskytující se vzácně i na území České republiky.

## Rozšíření
Geograficky je rozšířen v klimaticky mírných oblastech palearktu. Vzácně se vyskytuje i na Britských ostrovech.

Osidluje výslunné písčité a kamenité stráně v nižších nadmořských výškách, kde rostou živné rostliny housenek.

V Červeném seznamu bezobratlých ČR (2017) je veden jako druh kriticky ohrožený. Po roce 2010 byl doložen výskyt už jen z oblasti Doupovských hor, ačkoli druh by měl dosud mít vhodné životní podmínky také na Břeclavsku a Hodonínsku. Stejně jako ostatní suchomilné stepní druhy je i bourovec pryšcový ohrožen zejména zánikem vhodných biotopů, v tomto případě zarůstáním náletovými dřevinami či přímo výsadbou jehličnanových monokultur.

## Popis

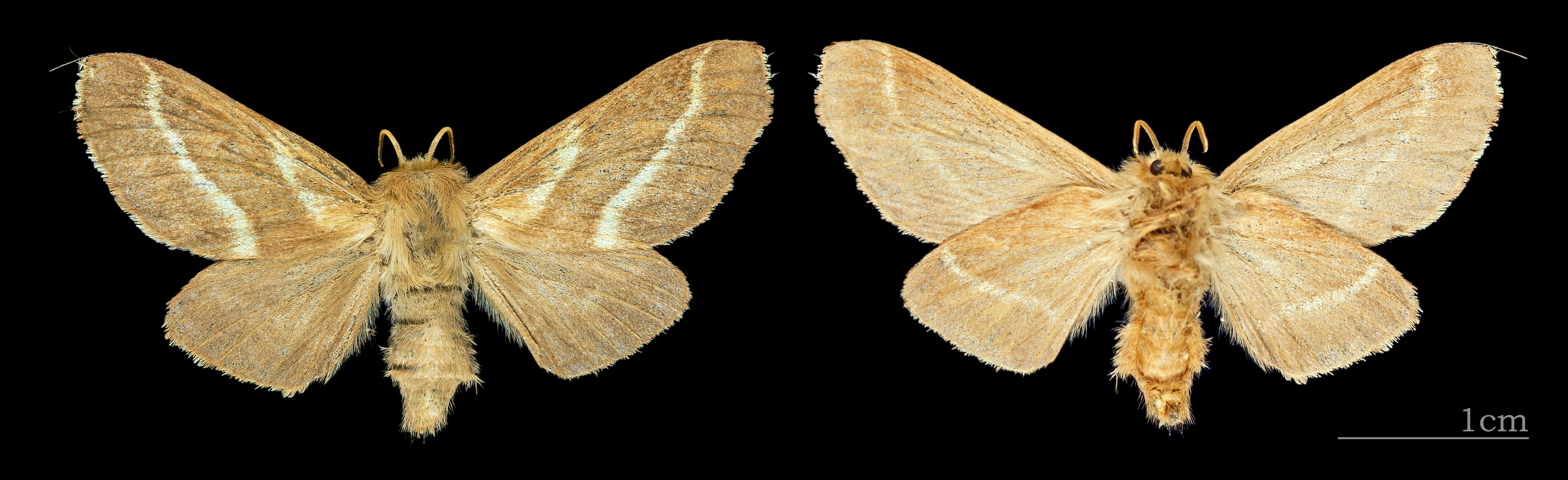
Sbírkový exemplář
(samice z líce a rubu)

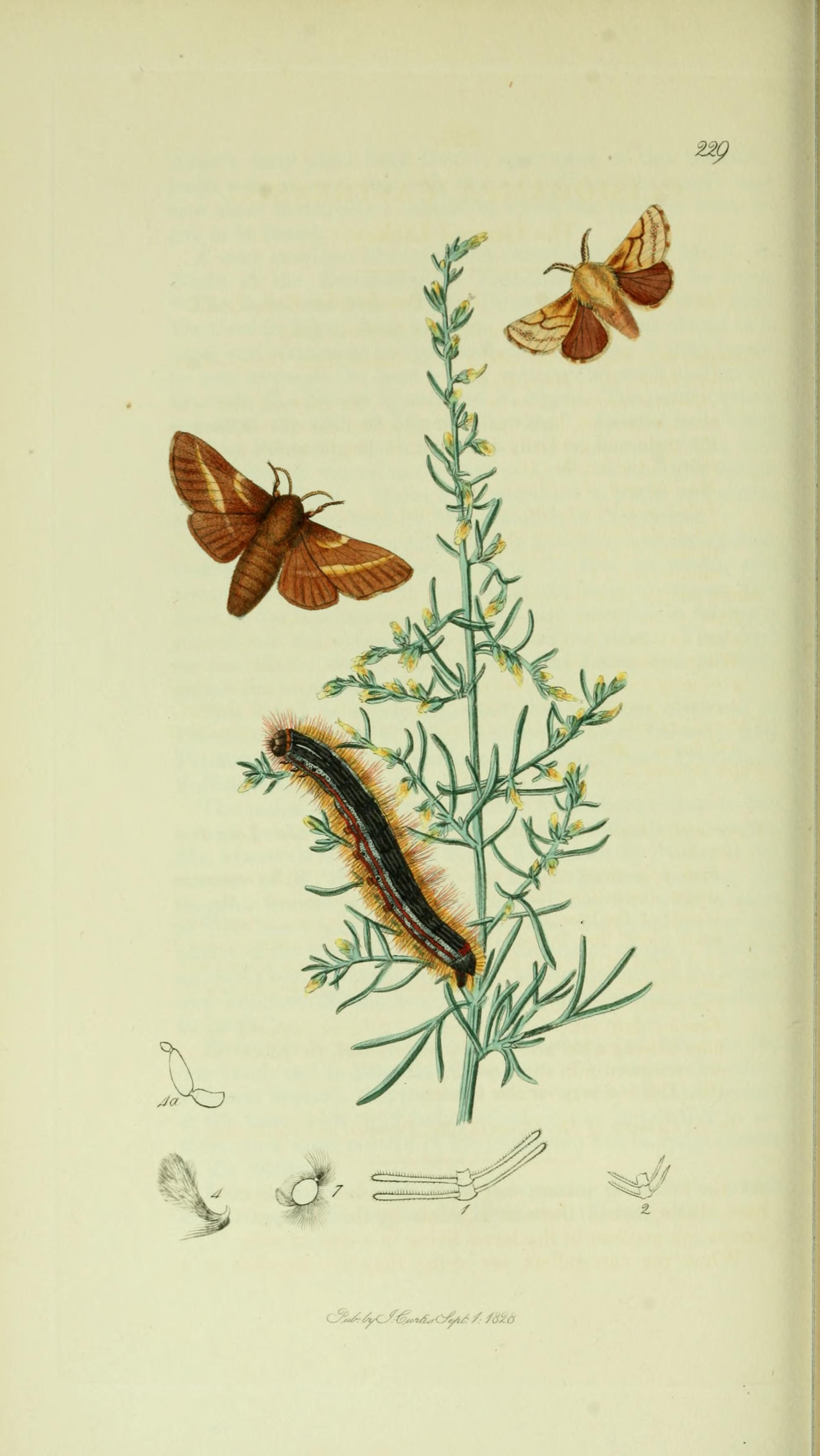
Ilustrace z knihy Johna Curtise (1840)
– vpravo nahoře samec, vlevo samice

Jedná se o zástupce menších bourovců, délka předního křídla se pohybuje mezi 13–20 mm, přičemž samice jsou větší než samci. Základní barva křídel i těla je hnědá, ale obě pohlaví se zbarvením liší. U samic jsou přední křídla tmavě hnědá se dvěma světle hnědými příčkami, u samců jsou přední křídla světle hnědá až béžová s tmavohnědými příčkami – vzhledově působí kresba obou pohlaví inverzně. Zadní pár křídel je u obou pohlaví stejný – tmavě hnědý s diagonální příčkou světlejšího odstínu. Samice mají nitkovitá tykadla, samci hřebenitá.
Vajíčka se nacházejí v kompaktních snůškách podobných snůškám bourovce prsténčivého, jsou nicméně světlejší a postrádají tmavou středovou prohlubeň.
Stejně jako vajíčka, také housenky se podobají housenkám bourovce prsténčivého. Jsou chlupaté a mají modrošedé boky s černým mramorováním, nad nimiž probíhají po zádech dva oranžové pruhy, mezi kterými se středem hřbetu táhne úzký pruh šedé barvy. Na rozdíl od b. prsténčivého postrádají černý bradavičnatý výrůstek na 12. tělním článku. Hlava housenek b. pryšcového je jednolitě šedomodrá, bez černých skvrn.
Kukla je tmavě hnědá až černá, uložená v bělavém kokonu.

## Bionomie
Ve střední Evropě vytváří během roku jednu generaci, jejíž motýli létají od července do srpna. V noci mohou přilétat k umělým zdrojům světla. Oplodněné samičky kladou vajíčka v řetízcích okolo stonků živných rostlin.
Snůšky vajíček přezimují na rostlinách do dalšího roku, kdy se z nich začátkem května líhnou housenky. Ty si ihned po vylíhnutí spřádají společné hnízdo z vláken, ve kterém dále žijí. Jejich vývoj trvá přibližně 4 týdny. Kromě pryšců požírají i jiné suchomilné rostliny, jmenovitě například řebříček obecný, pelyněk černobýl, jetel prostřední, chrpu luční, tužebník obecný, dále pak mochny, kakosty, jahodníky, maliníky i ostružiníky.
Dorostlé housenky si spřádají bělavý kokon, ve kterém se kuklí. Stádium kukly trvá přibližně 3 týdny.

## Galerie

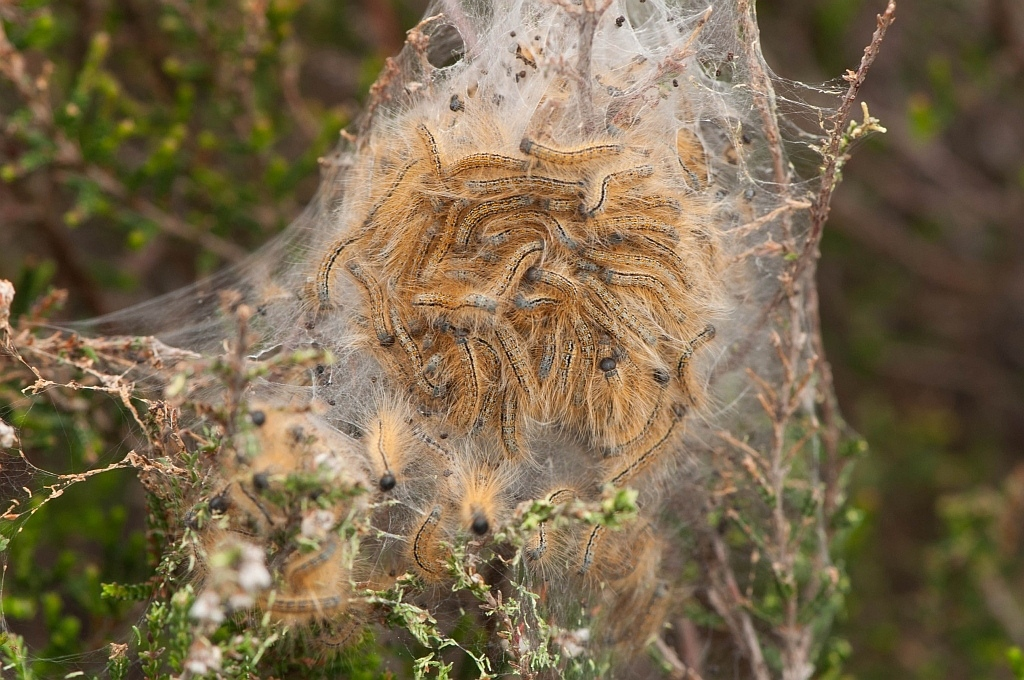
Mladé housenky v hnízdě
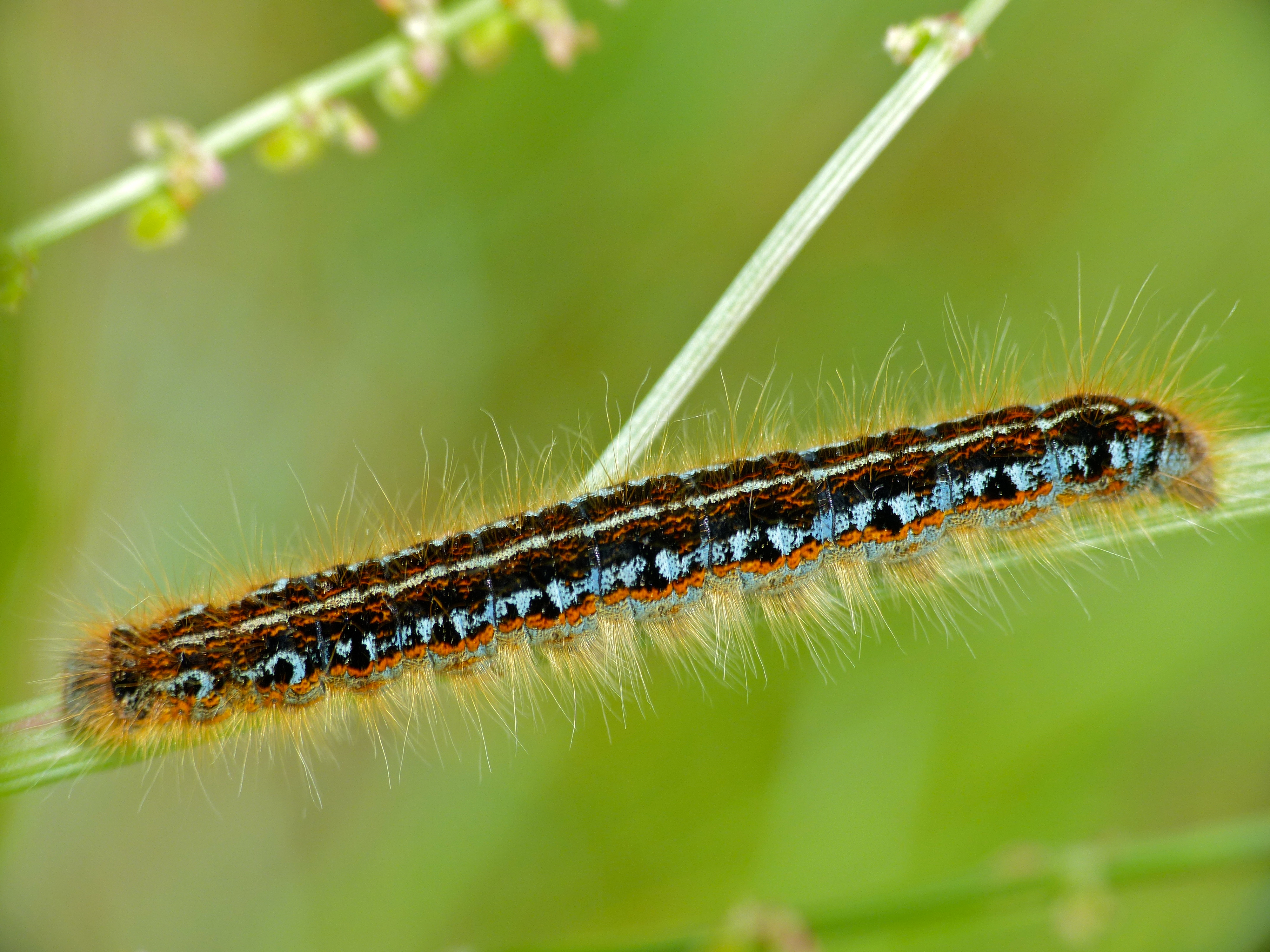
Dorostlá housenka
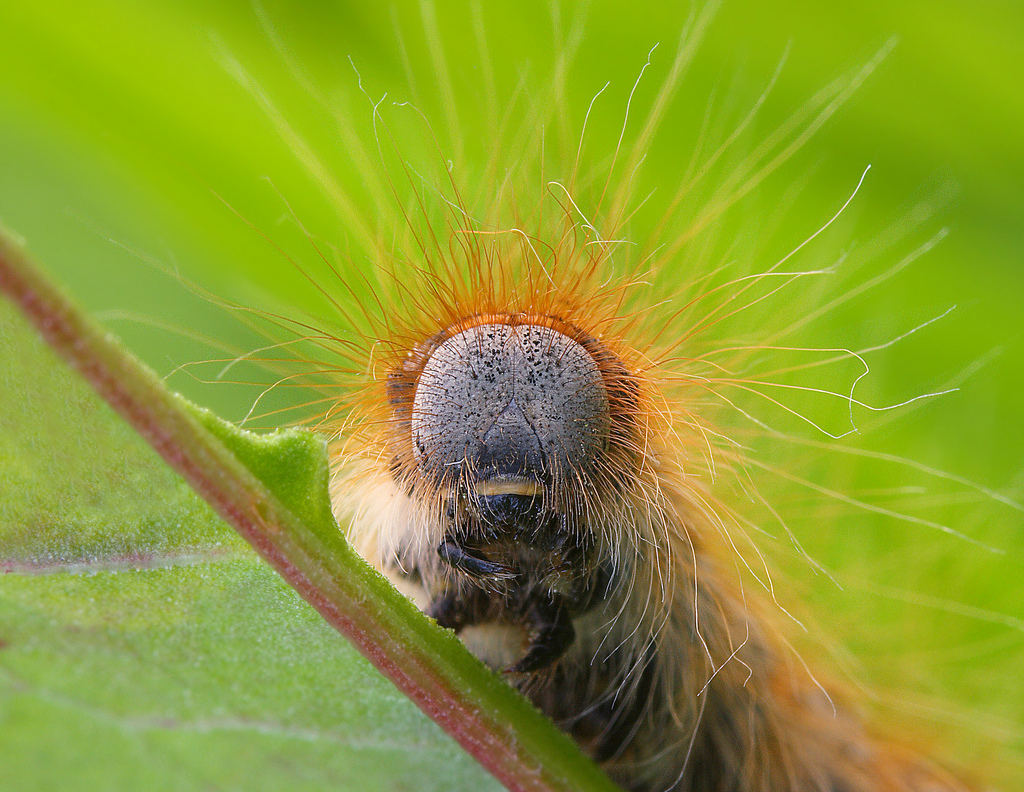
Detail hlavy housenky
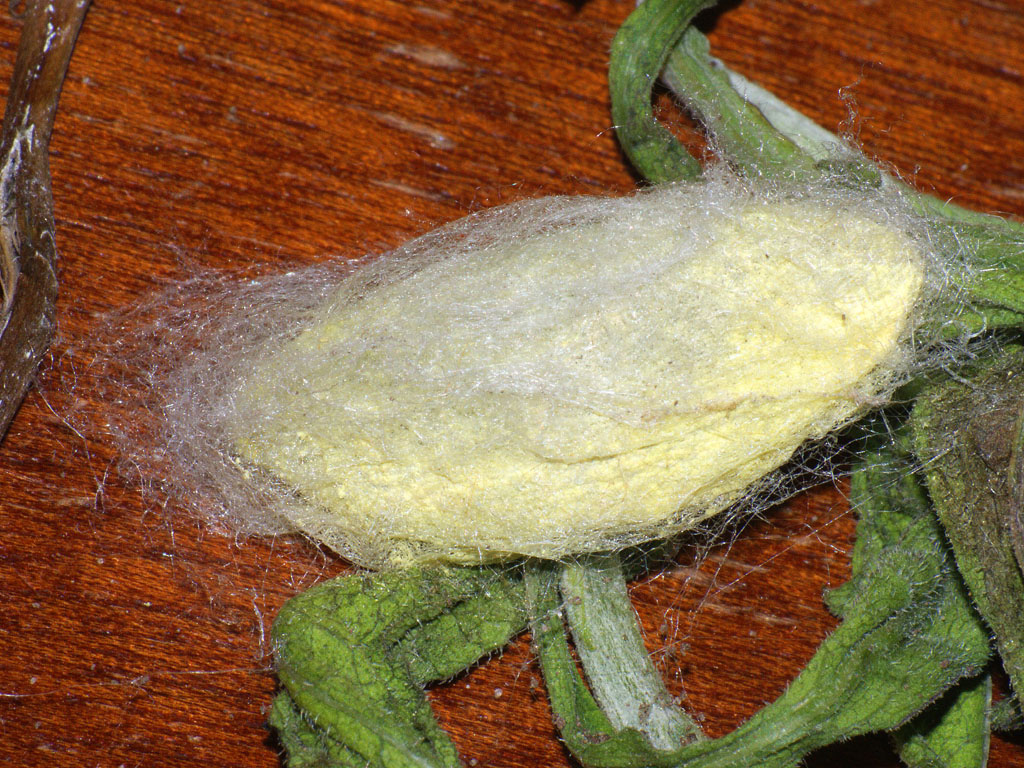
Uzavřený kokon
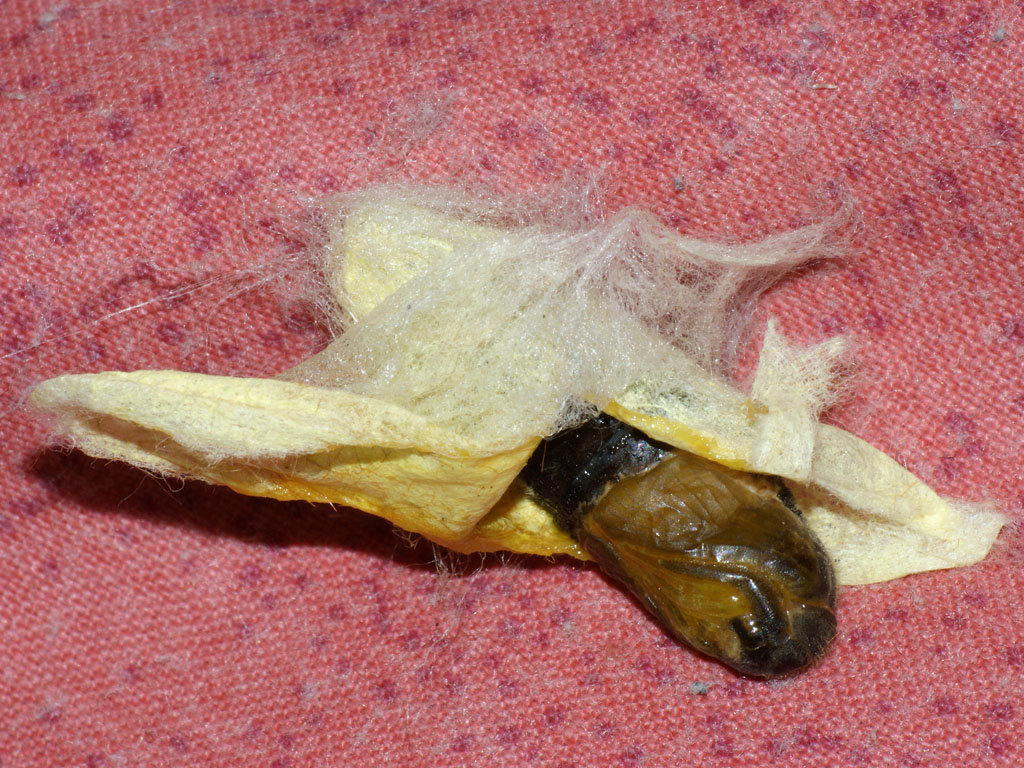
Kokon s kuklou uvnitř